# 佐川一政
佐川 一政（さがわ いっせい、1949年〈昭和24年〉4月26日 - 2022年〈令和4年〉11月24日）は、日本の作家。パリ人肉事件の犯人として知られる。

## 人物

### 経歴
兵庫県神戸市生まれ。聖ミカエル学園から鎌倉市立御成小学校を経て鎌倉市立御成中学校卒業、神奈川県立鎌倉高等学校を経て和光大学人文学部文学科卒業、関西学院大学大学院文学研究科英文学専攻修士課程修了、パリ第3大学大学院比較文学専攻修士課程修了後、再びパリへ留学した。1981年（昭和56年）の時点では身長152cm、体重35kg。
父方祖父は朝日新聞論説委員であり、父は伊藤忠商事からの出向により栗田工業社長を務めた佐川明。いくつかの会社を立て直し「再建の達人」と呼ばれた。母親は神戸の裕福な貿易商（佐川商店代表：佐川与一）の娘だが（佐川は母方の姓）、祖父母（母の両親）ともに愛人がおり、祖母には婚外子もあるような複雑な家庭で母親は育った。母方の叔父に歌手・俳優の佐川満男がいる。
1歳違いの実弟の佐川純は慶應義塾志木高等学校、慶應義塾大学文学部、専門学校東京デザイナー学院卒業後入社した大手広告代理店を50歳で退職し、油彩画家に転身、2017年には兄の一政とともに仏米合作のドキュメンタリー映画に出演した（#出演）。

#### 生い立ち
生まれた時は父親の手のひらに乗るほどの未熟児だった。出生1年後には腸炎を患い、カリウムとカルシウムの静脈注射で命を長らえるような状態であり、両親は果たして何歳まで生きられるかと心配したが、虚弱体質だったものの順調に成長していった。
内向的な性格ということもあり芸術好きの少年として育ち、文学では『嵐が丘』『戦争と平和』などのほか、シェイクスピアに興味を示し、音楽ではベートーヴェンやヘンデルを愛した。高校時代には白樺派に傾倒し、志賀直哉の『暗夜行路』に影響を受けて短編小説を書いたことがある他、紹介状も持たず武者小路実篤に会いに行き、武者小路の書斎で1時間ほど面談したこともある。
幼い子供を誘拐しては鍋で煮込んで食べる魔法使いの話を叔父から何度も聞かされたことにより、小学生の頃にはすでに人肉を食することに興味を抱いていたといわれ、高校時代には自ら精神科医にたびたび相談したが取り合ってもらえなかった。
佐川の異常な嗜好はやがて表に現れることになる。和光大学在学時代には中年のドイツ人女性宅に人肉食目的で無断侵入し逮捕されたが、父親が支払った示談金により、告訴はされなかった。
1976年（昭和51年）、関西学院大学大学院文学研究科英文学専攻修士課程修了。

#### フランス留学
1977年（昭和52年）からフランスに留学し、1980年（昭和55年）、パリ第3大学大学院比較文学専攻修士課程修了。引き続き同大学院博士課程に在籍していた1981年（昭和56年）6月11日、佐川は同大学のオランダ人女性留学生（当時25歳）が自室を訪れた際、彼女を背後から騎兵銃で撃って殺害。屍姦の後、解体し写真に撮り、いくつかの部分の肉を食べた。
そのあと佐川は女性の遺体を遺棄しようとしているところを目撃されて逮捕され、犯行を自供したが、取調べにおける「昔、腹膜炎をやった」という発言を通訳が「脳膜炎」と誤訳したことから、精神鑑定の結果、心神喪失状態での犯行と判断され、不起訴処分となった。
その後、ヴィルジュイフ精神病院(アンリ・コラン精神病院)に措置入院されたが、この最中にこの人肉事件の映画化の話が持ち上がる。佐川は劇作家の唐十郎に依頼するも、唐は佐川が望んでいなかった小説版「佐川君からの手紙」（『文藝』1982年11月号）で第88回芥川賞を受賞する。

#### 日本帰国後
1984年（昭和59年）に日本へ帰国し、精神病院である東京都立松沢病院に入院した。同病院での診察では、佐川は人肉食の性癖は持っておらず、フランス警察に対する欺瞞であったという結論であった。副院長の金子嗣郎は、“佐川は精神病ではなく人格障害であり、刑事責任を問われるべきであり、フランスの病院は佐川が1歳の時に患った腸炎を脳炎と取り違えて、それで誤った判断を下したのではないか”としている。日本警察もまったく同じ考えであり、佐川を逮捕して再び裁判にかける方針であったが、フランス警察が「不起訴処分になった者の捜査資料を引き渡すことはできない」として拒否した。
同院を15カ月で退院した佐川は、マスコミに有名人として扱われ、小説家になった。その頃、日本の病院と警察がそろって刑事責任を追及すべきという方針であったのに、フランス警察の方針により、それが不可能になったことから、社会的制裁を受けるべきだという世論が起きた。両親もこの事件の結果、父親は会社を退職することになり、母親は神経症の病気を患ったという。
社会復帰後、1989年（平成元年）の宮﨑勤逮捕では、猟奇犯罪の理解者としてマスコミの寵児となり、忙しい時は月刊誌や夕刊紙など4紙誌に連載を持っていた。印税収入だけで100万円に達した月があったほか、講演やトークショーにも出演して稼いでいた。また、1本30万円のギャラでアダルトビデオに出演していたこともある。
しかし2001年（平成13年）頃までにはほとんどの仕事が途絶え、生活に困って闇金に手を出すようになる。「ぜんぜん反省しなくて、相変わらず白人女性と付き合う、それにはお金がいるというんで、初めのうちはおやじの財布から万札をぬいてたぐらいですけど、だんだんデッドヒートして、弟のチェロを売り飛ばしたり、絵を売り飛ばしたり、最後には（クレジット）カードまで使って」と自ら語っている。1993年に知り合ったドイツ人男性から白人女性2名を紹介されるが、金蔓として利用され共に海外旅行を楽しんでいた矢先に、佐川の過去が露見したため絶交されたという。
2005年（平成17年）1月4日に父が死去。翌日に母が自殺と週刊誌で報じられたが、実弟は否定している。当時、佐川は闇金の取立てに追われて千葉県に逃げていたため、両親の死に目に会えず、社葬という理由で葬儀への出席も断られた。その後、親の遺産で借金などを返し、2005年（平成17年）4月に公団住宅に転居。千葉県に住んでいた頃は、持病の糖尿病が悪化し、生活保護を受けていたが、2006年（平成18年）のインタビューでは「現在は受けていません」と語っている。
過去には500通ほどの履歴書を書き、会社回りをしたものの、ことごとく採用を拒否されているという。一度だけ「本名で応募してくる根性が気に入った」と採用決定された語学学校もあったが、職員たちの反対を受けて不採用となる。小説を執筆しているが、「どこの出版社からも取り上げられない」と語っている。
2010年のインタビューでは「もう白人女性は卒業した。今は日本人女性、特に沖縄の女性、ちゅらさん。食欲を感じます」と発言している。
2013年11月に脳梗塞で倒れて救急搬送され、歩行困難となり、実弟の介護を受けつつ年金と生活保護で暮らしていることが2015年に報じられた。2018年6月には誤嚥性肺炎を発症して入院したことが2019年に実弟が明らかにした。
2019年7月12日にパリ人肉事件を撮ったドキュメンタリー映画『カニバ　パリ人肉事件38年目の真実』が公開され、第74回ヴェネチア映画祭でオリゾンティ部門審査員特別賞を受賞した。
2022年11月24日、肺炎のため、東京都内の病院で死去。73歳没。訃報は同年12月1日に公表された。

### 思想
「男女間の愛は幻想であり、そのことがすべての過ちの原因になりうる。人は錯覚に基づき、感じ、考え、行動している。その錯覚が、人間しか創造し得ない膨大な幻想を生み出しているとしたら、愛の過ちは素晴らしい人類への贈り物である。愛そのものが幻想なら、自分自身は、案外、愛の真実の姿を典型的に、もっとも過激に生きているのかもしれない」と述べている。

### エピソード
- ザ・ローリング・ストーンズが佐川のパリ事件を歌にしている。1983年（昭和58年）の12インチシングル「Too Much Blood」がそれである（12インチシングルとしては日本では未発売）。事件発覚時にミック・ジャガーはパリに滞在しており、ニュースの全容を知り、ショックを受け、本作を書き下ろしたのだった。ジャケットはジャガーの驚愕の表情で、あたかもホラー映画の一場面のように恐ろしい映像である。通常バージョンは同年発売されたLP『アンダーカヴァー』B面1曲目にも収録されている（のちにCD化）。発売はいずれもローリング・ストーンズ・レコードから。
- 松沢病院退院後、大喜利に出演するためある落語会にゲストとして出席した。楽屋は佐川が一歩足を踏み入れてから、重苦しい雰囲気に包まれた。あたかも楽屋全員が声を潜めて佐川の行動を監視するようで、テーブルに置かれた差し入れのお菓子を前にして、佐川が「これ、私も食べてもいいですか?」と言葉を発すれば全員がビクリと反応した。佐川が「この肉、固すぎてあまりうまくないですねえ」と感想を述べたらまたビクリと反応するなど張り詰めた空気となっていた。しかし、この会の出演者の一人で、奇行で知られる落語家の川柳川柳は楽屋に到着し、初対面の佐川を見るなり肩を叩いて「よぉ！食道楽！」と明るく声をかけた。
- 特殊漫画家の根本敬が、結婚後東京圏西部の新興住宅地のマンションに引越ししたところ、すぐ近所に佐川が住んでおり、以後親交を結んだ。
- 修士号を持っており[注 2]、修士論文のテーマは「川端康成とヨーロッパ20世紀前衛芸術運動の比較研究」であったという。
- 『服従学園IV 血桜組二代目襲名』などの作品でスケジュールなどのやりとりもした映像ディレクターの石田周によれば、FAXに書かれた字は達筆だったが芝居はヘタであったという[22]。

## 家族

### 佐川家
- 父・明（栗田工業元社長、森本茂の息子、与一・眞弓の婿養子）
- 母・登美子（県一高女卒、与一・眞弓の長女、明の妻）
- 弟・純（油彩画家）
- 父方祖父・森本茂（朝日新聞論説委員）
- 祖父・与一（貿易商、佐川商店代表、佐川善治郎の次男） 佐川善治郎の次男として1898年（明治31年）6月27日に生まれる[7]。1915年（大正4年）神戸一中を修業し、協信洋行勤務を経て1923年（大正12年）に現地開業。宗教は日蓮宗[7]。趣味はスキー[7]。
- 祖母・眞弓（1901年（明治34年）生、広島県、田川俊之介の三女）
- 叔父・佐川満男（1939年（昭和14年）生 - 2024年（令和6年）没、歌手・俳優、与一・眞弓の息子、登美子の弟）
  - 同人元妻・伊東ゆかり（1947年（昭和22年）生、歌手・女優）
  - 従妹・宙美（歌手、満男・ゆかりの長女）

### 森本家
- 祖父・茂（朝日新聞論説委員、明の実父）

## 著書

### 単著
- 『霧の中』話の特集、1984（彩流社、2002年）、ISBN 4-88202-746-1
- 『生きていてすみません－僕が本を書く理由』北宋社、1990
- 『サンテ』角川書店、 1990
- 『カニバリズム幻想』北宋社、1991
- 『蜃気楼』河出書房新社、1991
- 『喰べられたい 確信犯の肖像』ミリオン出版、1993
- 『華のパリ愛のパリ 佐川君のパリ・ガイド』アイピーシー、1994
- 『少年A』ポケットブック社、1997
- 『殺したい奴ら 多重人格者からのメッセージ』データハウス、1997
- 『まんがサガワさん』オークラ出版、2000
- 『霧の中の真実』鹿砦社、2002
- 『業火』作品社、2006
- 『極私的美女幻想』ごま書房、2008
- 『新宿ガイジンハウス』作品社　2012

### 共著
- 『狂気にあらず!? 「パリ人肉事件」佐川一政の精神鑑定』コリン・ウィルソン、天野哲夫 第三書館、1995
- 『饗 カニバル』コリン・ウィルソン 柳下毅一郎翻訳・構成 竹書房、1996
- 『パリ人肉事件 無法松の一政』根本敬 河出書房新社、1998

### 執筆
- 『良家の人食い文化人VS鬼畜系工員 佐川一政快感手記』-『危ない1号』第3巻(1997年9月30日)にて。

## 出演
- 服従学園IV 血桜組二代目襲名 （1995・V&Rプランニング・監督:安達かおる、共演:林由美香など、原作・イラスト:蝦夢田赤珍）※アダルトビデオ
- お天気お姉さん （1995-04-25・バンダイビジュアル）※オリジナルビデオ
- 実録SEX犯罪ファイル （1998-05-12・宇宙企画）※アダルトビデオ
- 神様の愛い奴（1998-07-18・ロフト・シネマ）※ドキュメンタリー映画
- エロのから騒ぎ〜Much Ado About Eros〜第2期生 （2003-08-24・V&Rプランニング）※アダルトビデオ
- カニバ パリ人肉事件38年目の真実（2017 監督／ルシアン・キャスティン＝テイラー、ヴェレナ・パラヴェル(fr)）※第74回ヴェネツィア国際映画祭オリゾンティ部門審査員特別賞

## 関連著書
- 佐川純『カニバの弟』東京キララ社、2019年7月発売